# Régiment des chasseurs du Languedoc
Pour les articles homonymes, voir régiment de Languedoc.
Le régiment des chasseurs du Languedoc est un régiment de cavalerie du royaume de France, de la République française et du Premier Empire, créé en 1676 devenu le 6e régiment de chasseurs à cheval le 1er janvier 1791.

## Création et différentes dénominations
- 1676 : création du régiment de Languedoc dragons, au nom de cette province
- 17 mars 1788 : transformé en régiment de chasseurs, sous le nom de régiment des chasseurs du Languedoc
- 1er janvier 1791: renommé 6e régiment de chasseurs à cheval

## Mestres de camp et colonels
- 1676 : chevalier de Ganges
- 20 décembre 1694 : Pierre Joseph Hyacinthe de Caylus-Rouairoux, marquis de Caylus, brigadier le 10 février 1704, maréchal de camp le 20 mars 1709, lieutenant général des armées du roi le 1er octobre 1718, † 2 avril 1736
- juin 1711 : comte de Saint-Amour
- 1714 : chevalier de Sebbeville
- 21 janvier 1718 : Louis François Crozat, marquis du Chatel, brigadier le 20 février 1734, maréchal de camp le 1er mars 1738, lieutenant général des armées du roi le 2 mai 1744, † 31 janvier 1750
- 16 avril 1738 : Charles Louis d’Argouges, marquis de Rannes, brigadier le 2 mai 1744, maréchal de camp le 1er janvier 1748
- 1er janvier 1748 : Alexandre Antoine, comte de Scey, brigadier le 22 juillet 1758, maréchal de camp le 20 février 1761, lieutenant général des armées du roi le 1er mars 1780, † 18 janvier 1789
- 29 novembre 1748 : Achille Marc, comte Barrin de La Galissonnière, brigadier le 20 février 1761, déclaré maréchal de camp en décembre 1762 par brevet expédié le 25 juillet
- 1762 : comte de Machaut
- 1777 : comte de Machaut-d’Arnouville
- 1788 : comte du Manoir de Juaye (Jean Louis Le Chanoine Dumanoir , ou du MANOIR )
- 1791 : Boniface de Castellane, † 1837

## Historique des garnisons, combats et batailles du régiment
- 1688-1697 : Ligue d'Augsbourg
- En 1700 il se trouve à Marsal
- 1701-1713 : Guerre de Succession d'Espagne
- 1719 : Guerre en Espagne
- 1733-1735 : Guerre de Succession de Pologne
- 1740-1748 : Guerre de Succession d'Autriche
- 1756-1763 : Guerre de Sept Ans

## Équipement

### Guidons
4 guidons « de ſoye bleue, Soleil au milieu brodé en or, & frangez d’or ».

Uniformes
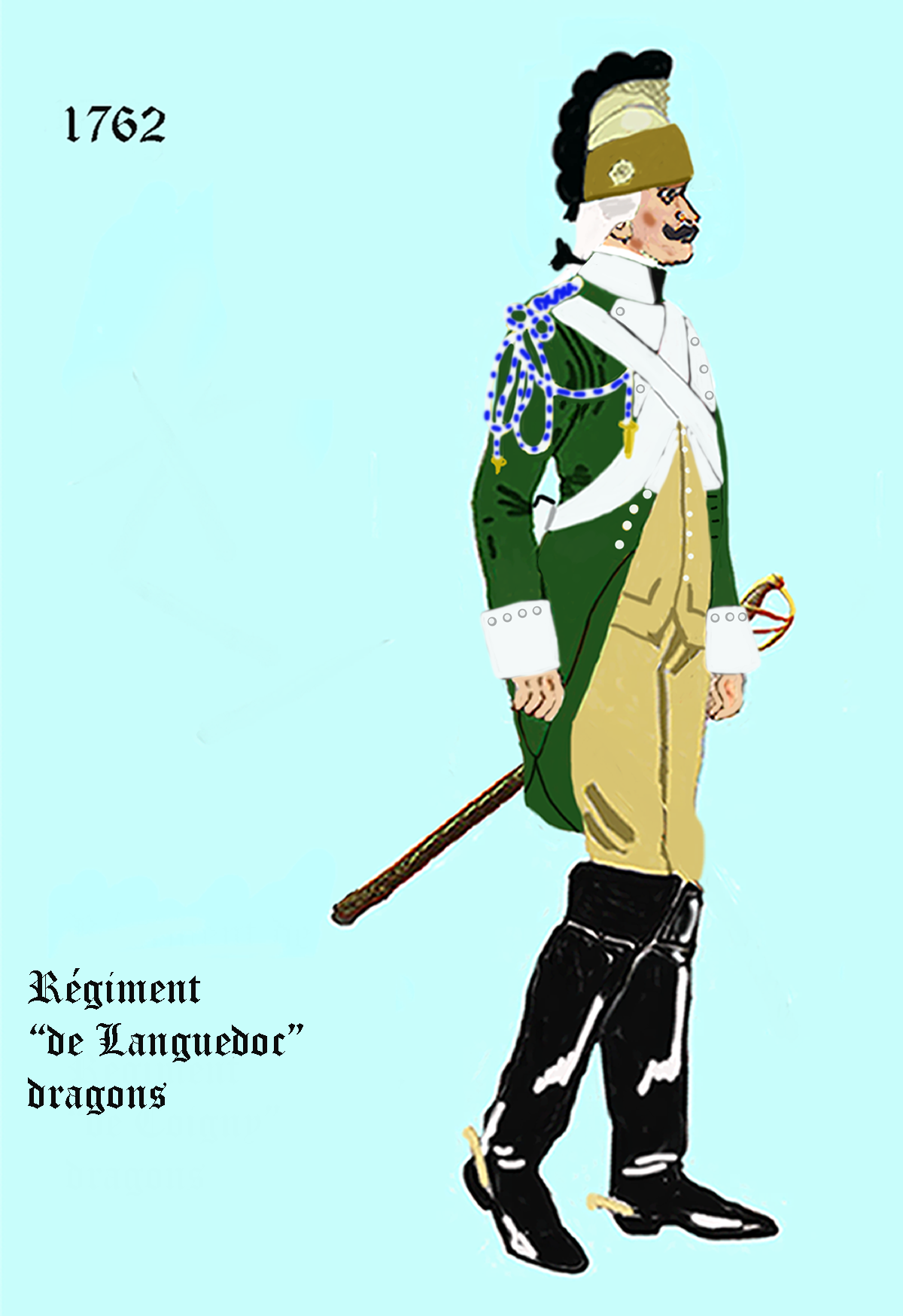
régiment de Languedoc dragons de 1762 à 1763
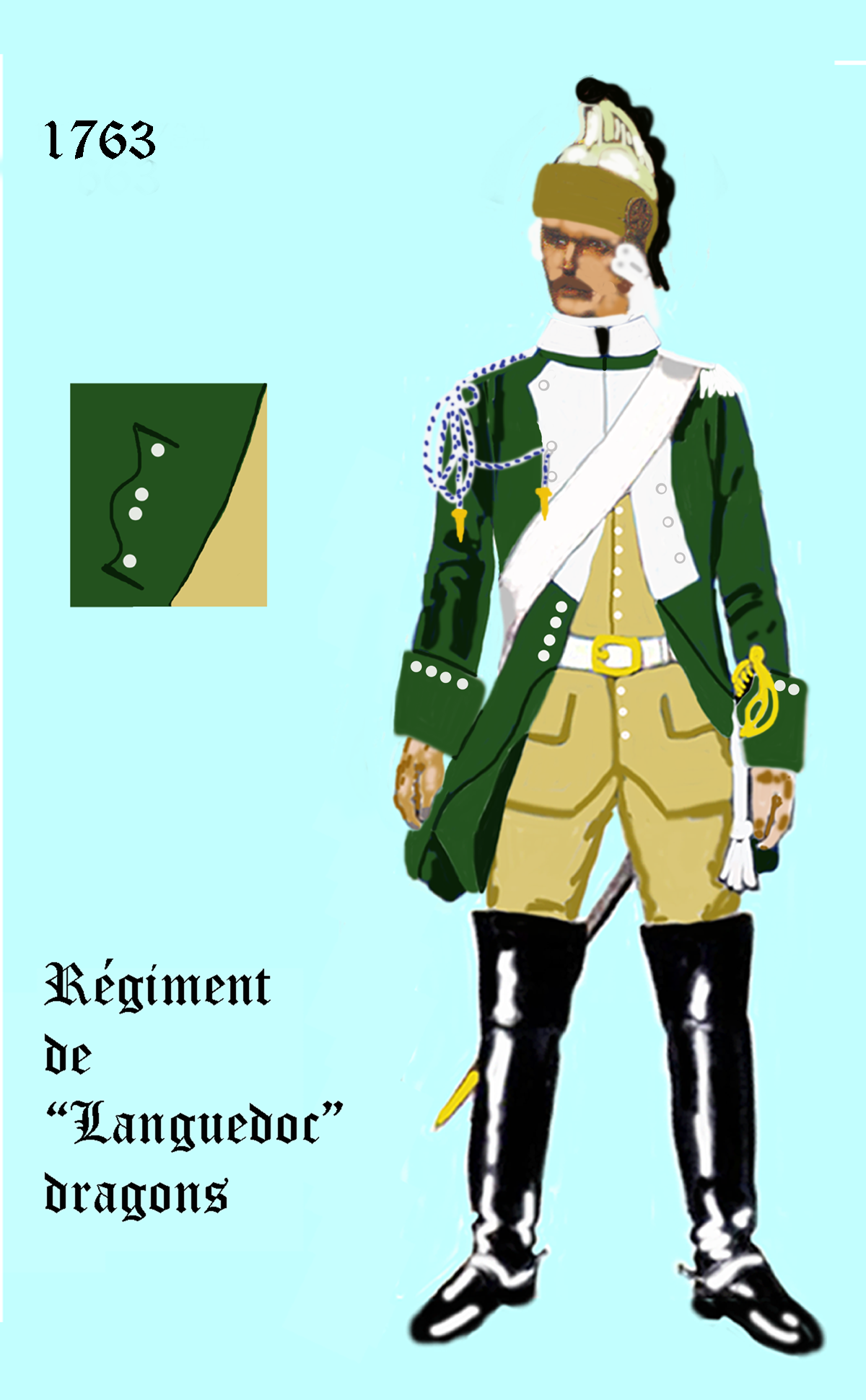
régiment de Languedoc dragons de 1763 à 1776
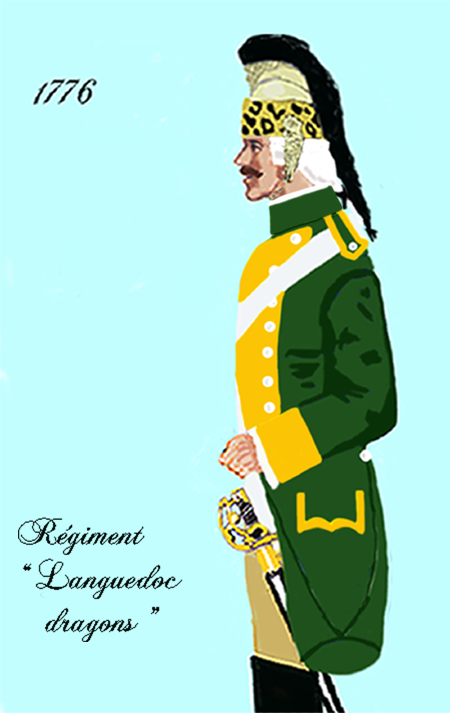
régiment de Languedoc dragons de 1776 à 1779
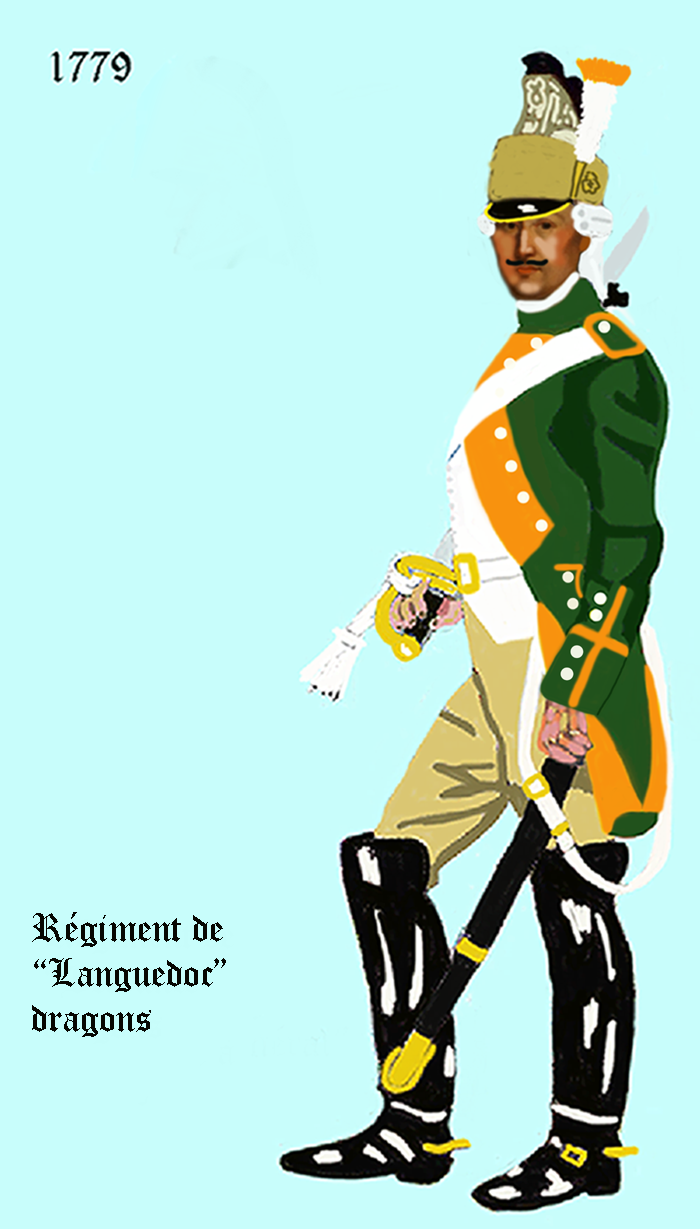
régiment de Languedoc dragons de 1779 à 1786
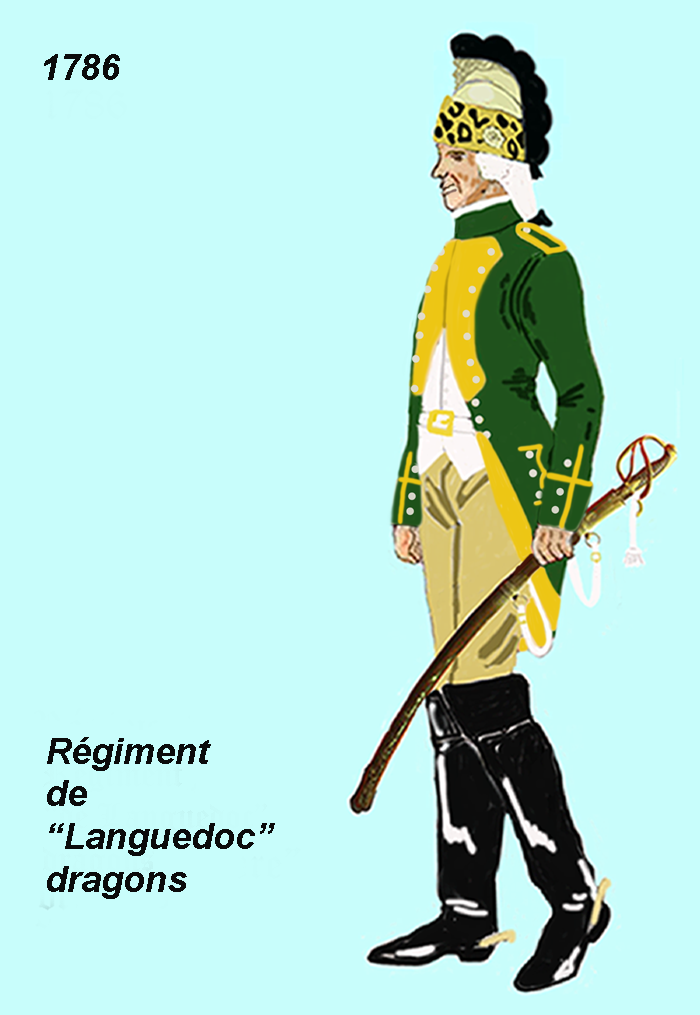
régiment de Languedoc dragons de 1786 à 1788
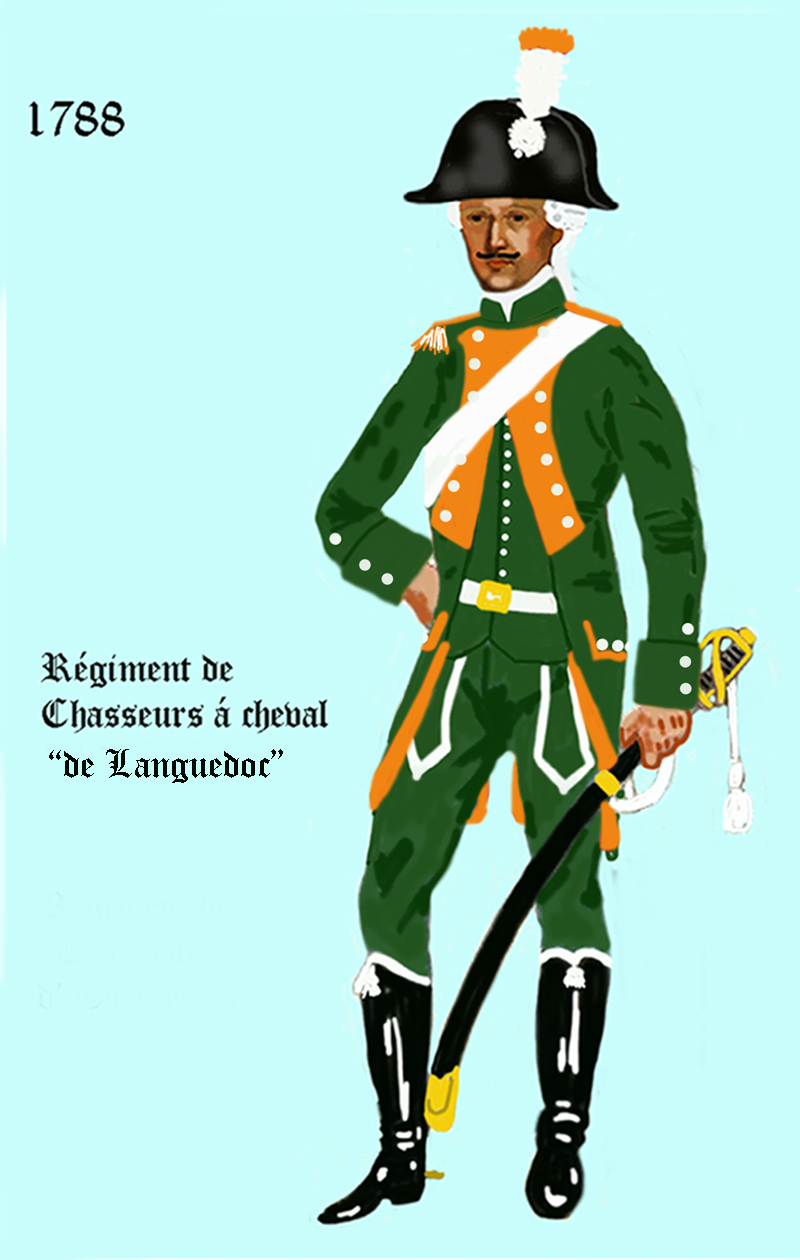
régiment de chasseurs à cheval de Languedoc de 1788 à 1789
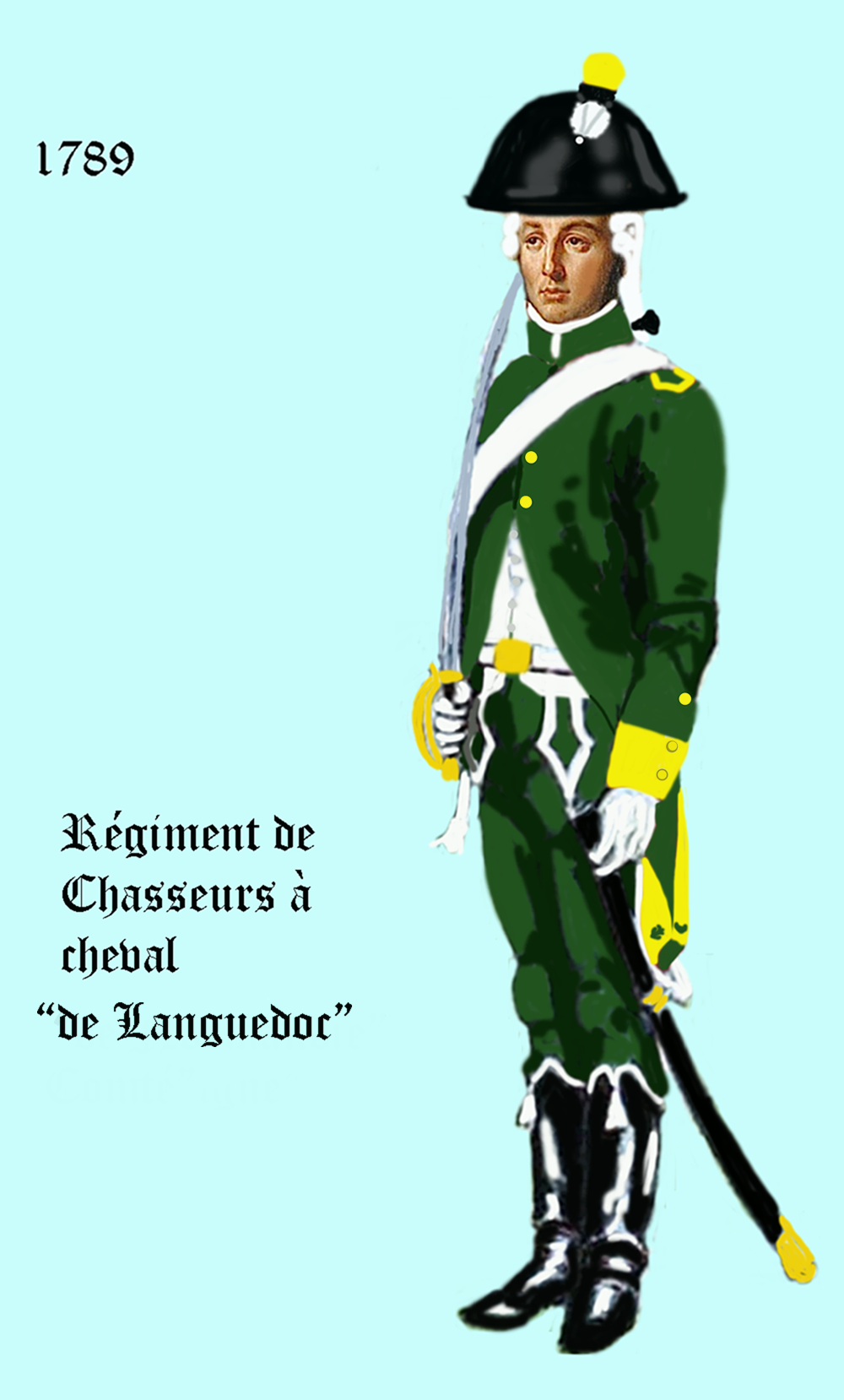
régiment de chasseurs à cheval de Languedoc de 1789 à 1791
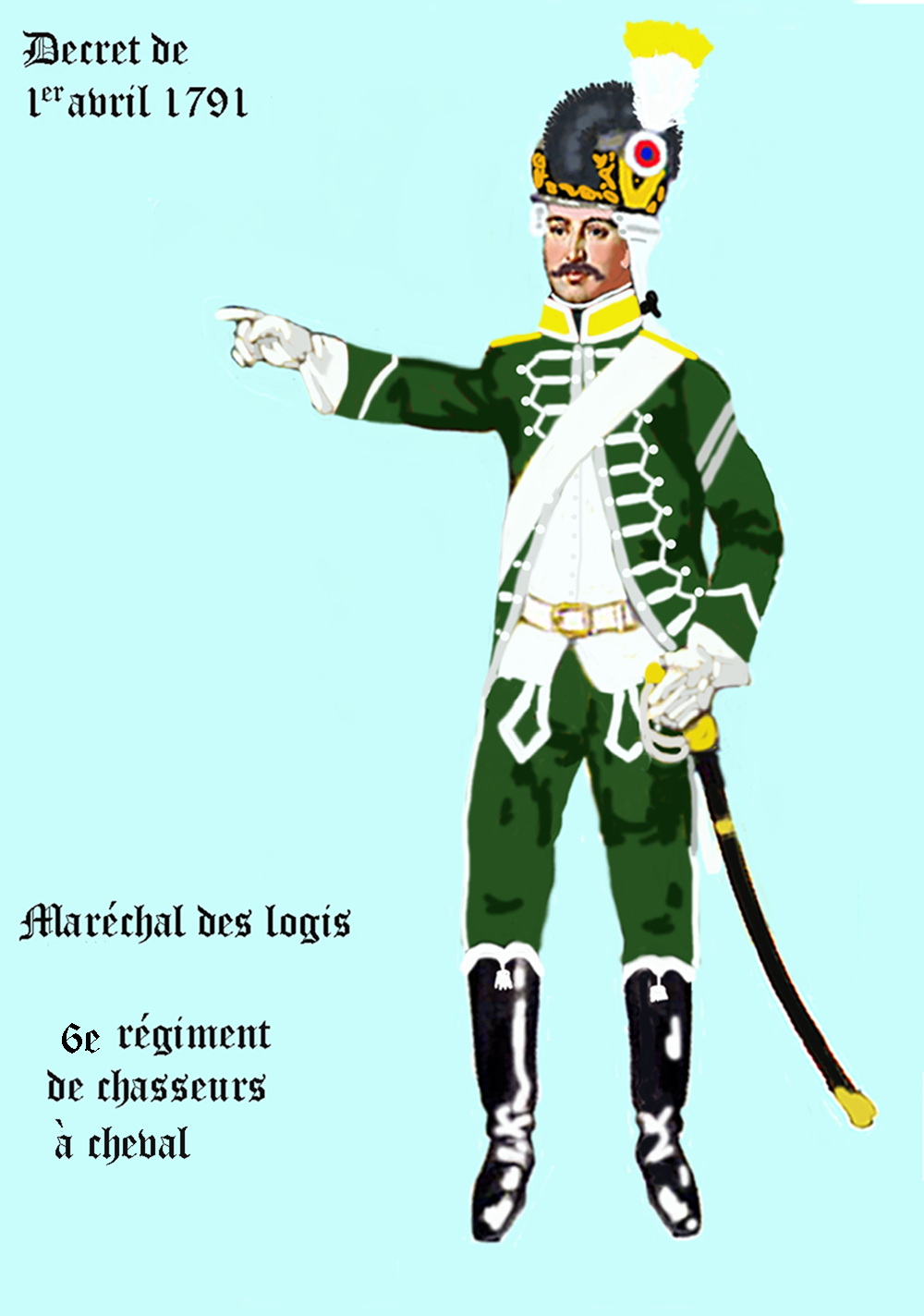
6e régiment de chasseurs à cheval par décret de 1791